# Перич, Марко
Марко Перич (род. 5 февраля 1984, Белград) — сербский футболист, игрок в мини-футбол. Нападающий азербайджанского клуба Араз и сборной Сербии по мини-футболу.

## Биография
Перич является воспитанником футбольной школы «Црвены Звезды». После непродолжительных выступлений за некоторые сербские и чешские клубы, Марко подписал контракт с белградским мини-футбольным клубом «Марбо». Там он ярко проявил себя и в первом же сезоне помог команде выиграть чемпионский титул. В 2005 году Перич впервые был вызван в сборную Сербии.
Звёздным часом Перича стал чемпионат Европы по мини-футболу 2007 года. Сборная Сербии хоть и не вышла в полуфинал, но проявила себя достойно, а Перич стал одним из открытий турнира. Борьбу за молодого серба выиграл московский клуб «Дина», и с января 2008 года Марко выступает в его составе. В 2013 году на правах свободного агента перешёл в состав грузинского клуба Иберия Стар.

## Достижения
- Чемпион Сербии по мини-футболу (4): 2004, 2005, 2006, 2007